# クリス (競走馬)
クリス (Kris) とは、イギリスの競走馬、種牡馬である。マイル以下の競走で安定した成績を残し、生涯の連対率は100パーセントを誇る。また、種牡馬としても優秀な成績を残した。

## 戦績
デビューから4連勝でホーリスヒルステークス（G3）を制し、重賞初勝利をあげる。更に翌年初戦のグリーナムステークス (G3) も制し、無敗のまま2000ギニーに出走する。しかし、ここでは前年にナショナルステークス (G2) を勝ったタップオンウッドに半馬身差の2着に惜敗し、初めての敗北を喫することになった。ただ、ここから巻き返し、サセックスステークス (G1) やセントジェームズパレスステークス (G2) などを含む9連勝で一気にマイル戦線の王者に立った。だが、引退レースとなったクイーンエリザベス2世ステークスではノウンファクトのクビ差の2着と惜敗し、引退レースを飾ることはできなかった。

### 年度別競走成績
- 1978年（4戦4勝） - ホーリスヒルステークス (G3)
- 1979年（8戦7勝） - サセックスステークス (G1) 、セントジェームズパレスステークス (G2) 、クリスタルマイル (G2) 、クイーンエリザベス2世ステークス (G2) 、チャレンジステークス (G3)
- 1980年（4戦3勝） - ロッキンジステークス (G2)

## 種牡馬入り後
引退後は種牡馬入りし、イギリス牝馬三冠馬のオーソーシャープ、ブルードメアサイアーとしては2003年に皐月賞と東京優駿を制した日本のネオユニヴァースや名種牡馬インヴィンシブルスピリットを輩出するなど成功した。ただ、活躍馬が全体的に牝馬に偏っており、後継種牡馬も少なく、父系の存続には苦戦している。
2004年11月19日に死亡。

### 代表産駒
※レース名は全てG1競走
- Oh So Sharp - 1000ギニー、オークス、セントレジャーステークス
- Unite - オークス、アイリッシュオークス
- Rafha - ディアヌ賞

ほか多数

## 血統表
| クリスの血統（ネイティヴダンサー系 / Deiri 5x5=6.25%） | クリスの血統（ネイティヴダンサー系 / Deiri 5x5=6.25%） | クリスの血統（ネイティヴダンサー系 / Deiri 5x5=6.25%） | （血統表の出典）  | （血統表の出典） |
| 父 Sharpen Up 1969 栗毛 イギリス                       | 父の父*エタン 1961 栗毛 アメリカ                       | Native Dancer                                          | Polynesian        | Polynesian       |
| 父 Sharpen Up 1969 栗毛 イギリス                       | 父の父*エタン 1961 栗毛 アメリカ                       | Native Dancer                                          | Geisha            |                  |
| 父 Sharpen Up 1969 栗毛 イギリス                       | 父の父*エタン 1961 栗毛 アメリカ                       | Mixed Marriage                                         | Tudor Minstrel    | Tudor Minstrel   |
| 父 Sharpen Up 1969 栗毛 イギリス                       | 父の父*エタン 1961 栗毛 アメリカ                       | Mixed Marriage                                         | Persian Maid      |                  |
| 父 Sharpen Up 1969 栗毛 イギリス                       | 父の母Rocchetta 1961 栗毛 イギリス                     | Rockefella                                             | Hyperion          | Hyperion         |
| 父 Sharpen Up 1969 栗毛 イギリス                       | 父の母Rocchetta 1961 栗毛 イギリス                     | Rockefella                                             | Rockfel           |                  |
| 父 Sharpen Up 1969 栗毛 イギリス                       | 父の母Rocchetta 1961 栗毛 イギリス                     | Chambiges                                              | Majano            | Majano           |
| 父 Sharpen Up 1969 栗毛 イギリス                       | 父の母Rocchetta 1961 栗毛 イギリス                     | Chambiges                                              | Chanterelle       |                  |
| 母 Doubly Sure 1971 鹿毛 イギリス                      | 母の父Reliance 1962 鹿毛 フランス                      | Tantieme                                               | Deux-pour-cent    | Deux-pour-cent   |
| 母 Doubly Sure 1971 鹿毛 イギリス                      | 母の父Reliance 1962 鹿毛 フランス                      | Tantieme                                               | Terka             |                  |
| 母 Doubly Sure 1971 鹿毛 イギリス                      | 母の父Reliance 1962 鹿毛 フランス                      | Relance                                                | Relic             | Relic            |
| 母 Doubly Sure 1971 鹿毛 イギリス                      | 母の父Reliance 1962 鹿毛 フランス                      | Relance                                                | Polaire           |                  |
| 母 Doubly Sure 1971 鹿毛 イギリス                      | 母の母Soft Angels 1963 栗毛 アイルランド               | Crepello                                               | Donatello         | Donatello        |
| 母 Doubly Sure 1971 鹿毛 イギリス                      | 母の母Soft Angels 1963 栗毛 アイルランド               | Crepello                                               | Crepuscule        |                  |
| 母 Doubly Sure 1971 鹿毛 イギリス                      | 母の母Soft Angels 1963 栗毛 アイルランド               | Sweet Angel                                            | Honeyway          | Honeyway         |
| 母 Doubly Sure 1971 鹿毛 イギリス                      | 母の母Soft Angels 1963 栗毛 アイルランド               | Sweet Angel                                            | No Angel F-No.2-o |                  |

全弟に同じく種牡馬として成功したダイイシス、キーンがいる。